# Anthemiolus
Anthemiolus (5. století? Konstantinopol - 471 Galie) byl synem západořímského císaře Anthemia a Marcie Eufemie, dcery východořímského císaře Marciana.
Jeho jméno je zdrobnělinou otcova jména Anthemius, aby se oba vzajemně odlišili.
Jeho život je znám pouze z díla Chronica Gallica z roku 511. Jeho otec ho poslal do Galie se silnou armádou, doprovázenou třemi generály, Thorisariem, Everdingem a Hermaniem, aby zastavili invazi Vizigótů, kteří tehdy obsadili Provence a hrozilo i dobytí regiónu Auvergne. On i jeho generálové byli vizigótským králem Eurichem poblíž Arles v bitvě poraženi a všichni čtyři přišli o život.
| „                                         | Antimolus a patre Anthemio imperatore cum Thorisario, Everdingo et Hermiano com. stabuli Arelate directus est, quibus rex Euricus trans Rhodanum occurrit occisisque ducibus omnia vastavit | “ |
| — Chronica Gallica z roku 511, záznam 649 | |   |

| „ | Anthemiolus byl poslán svým otcem, císařem Anthemiem do Arles s konstábly (comes stabuli) Thorisariem, Everdingem a Hermaniem. Král Eurich se s nimi setkal na druhé straně řeky Rhôny a poté, co vůdce (duces) zabil, vše zlikvidoval. | “ |

Podle díla Chronica Gallica se tato událost odehrála mezi nástupem Euricha na trůn v roce 466 či 467 a válkou mezi Anthemiem a Ricimerem v letech 471–472. Pravděpodobně lze tuto událost ještě zúžit na období let 468 až 471, kdy Anthemius verboval armádu, která měla vytlačit Vizigóty z Galie. V roce 470 nebo 471 v bitvě u Déols byla Vizigóty poražena armáda vedená britonským vůdcem Riothamem a není vyloučeno, že Anthemiolova armáda měla být Riothamovou posilou v boji proti Eurichovi. Eurich ale Riothama v bitvě u Deóls porazil a před samotnou bitvou či po bitvě porazil a zabil i Anthemiola s jeho generály.